# Valdeblore
Valdeblore é uma comuna francesa na região administrativa da Provença-Alpes-Costa Azul, no departamento Alpes Marítimos. Estende-se por uma área de 94,16 km², com  (Valdeblorois) 686 habitantes, segundo os censos de 1999, com uma densidade de 7 hab/km².